# Karula Pikkjärv
Karula Pikkjärv é um lago na freguesia de Otepää, condado de Valga, Estónia.
A área do lago é de 36.5 ha (90 acres) e sua profundidade máxima é de 12.6 m (41 ft).